# Harmonia (przedmiot nauczania)
Harmonia – nauka o budowie i łączeniu akordów.
Jest jedną z dyscyplin teoretycznych, stanowiącą wspólnie z kontrapunktem, nauką o formach muzycznych oraz instrumentoznawstwem kanon wykształcenia muzycznego.
Kurs harmonii w polskich średnich szkołach muzycznych trwa obecnie co najmniej 2 lata (przedmiot harmonia, realizowany w dowolnych kolejnych klasach szkoły muzycznej II stopnia lub ogólnokształcącej szkoły muzycznej II stopnia) i obejmuje zagadnienia związane z systemem dur-moll. Stosuje się metody analizy i zapisu oznaczeń funkcyjnych opracowane przez Kazimierza Sikorskiego oraz Franciszka Wesołowskiego.
W szkołach wyższych stosuje się obok powyższych inne metody analizy (np. analizę schenkerowską); program obejmuje również analizę dzieł opartych na innych systemach tonalnych oraz dzieł od tonalności oderwanych (atonalność).